# Patrola
Patrola foi um programa televisivo brasileiro voltado para o público jovem. Foi produzido e exibido pela RBS TV, afiliada à Rede Globo no Rio Grande do Sul e em Santa Catarina. O programa ia ao ar aos sábados, sendo apresentado  por Rodaika Dienstbach e Luciano Potter no RS, e por Thalita Meneghim e Helton Luiz em SC.

## História
Estreou em abril de 1999 para suprir uma lacuna da RBS TV. Revista eletrônica voltada para o público jovem, trazia reportagens ligadas a cultura, moda, comportamento, entre outros temas. Em menos de um ano, o Patrola se tornou líder de audiência.
Em 2000, o programa passou a ser produzido também em Santa Catarina. Em 2004, veio o reconhecimento nacional quando o Patrola RS passou a ser transmitido pelo canal de TV a cabo Multishow para todo o Brasil.
Em 18 de abril de 2015, o programa foi extinto após 16 anos para dar lugar ao Mistura, que no RS é apresentado por Rodaika Dienstbach e em Santa Catarina é apresentado por Camille Reis.

### Da televisão para o jornal
Da TV, a marca estendeu-se para os cadernos encartados em Zero Hora e no Diário Catarinense em 2004, e em 2005 no Pioneiro e no Jornal de Santa Catarina. Desde 2005, o Patrola também está entre as marcas do Grupo RBS para licenciamento.
Em 2006, se destacou novamente no Top of Mind da revista Amanhã como a marca mais lembrada entre os jovens de 15 a 24 anos, desbancando a marca Nike.

## Apresentadores
RBS TV Rio Grande do Sul
- Gabriel Moojen (1999-2003)[4]
- Mauren Motta (1999-2006)
- Ico Thomaz (2004-2012)
- Marcos Piangers
- Rodaika Dienstbach (2006-2015)
- Luciano Potter (2009-2015)[5]

Foi dirigido por Joice Bruhn de 1999 a 2009 e por Rodaika Dienstbach até o seu fim, em abril de 2015.
RBS TV Santa Catarina
- Juliana Petters Melo (2000-2003)
- Jano Morskorz (2000-2001)
- Luiz Henrique Cudo (2001-2003)
- Tata Fromholz
- Marcos Piangers
- Jordana Pires
- Thalita Meneghim
- Helton Luiz
- Zé Brites